# 斯泰爾維奧國家公園
斯泰爾維奧國家公園（義大利語：Parco nazionale dello Stelvio）是位於義大利東北部的一個國家公園，創建於1935年。斯泰爾維奧國家公園是義大利最大的國家公園，橫跨特倫提諾-上阿迪傑和倫巴第兩個大區。斯泰爾維奧國家公園地處阿爾卑斯山區，是眾多珍稀野生動物的棲息地。